# Хоппенберг, Эрнст
Эрнст Хоппенберг (нем. Ernst Hoppenberg; 26 июля 1878, Кирн — 29 сентября 1937, Кирн) — немецкий пловец, двукратный чемпион летних Олимпийских игр 1900.
На Играх Хоппенберг участвовал в двух плавательных дисциплинах — в командной гонке на 200 м и гонке на 200 м на спине. В первом заплыве, его команда стала лучшей на Играх, получив золотые медали. Во втором, Хоппенберг, выиграв две гонке (полуфинал и финал), выиграл состязание, получив ещё одну золотую медаль.